# Ołeksandr Rykun
Ołeksandr Wałerijowycz Rykun, ukr. Олександр Валерійович Рикун (ur. 6 maja 1978 w Dniepropetrowsku) – ukraiński piłkarz grający na pozycji pomocnika, reprezentant Ukrainy.

## Kariera piłkarska

### Kariera klubowa
Rozpoczynał grać w piłkę nożną w drużynie drugoligowej Metałurh Nowomoskowsk. 17 marca 1998 debiutował w Dnieprze Dniepropetrowsk w meczu z Czornomorcem Odessa. Po zakończeniu sezonu przeszedł do Metałurha Mariupol, który w 2002 zmienił nazwę na Illicziwec. W 2003 powrócił do Dnipra i występował w nim do 2006. Przez częste naruszenia dyscypliny sportowej (przez pijaństwo) był wypożyczony latem 2006 do Metalista Charków, który w marcu następnego roku wykupił jego kontrakt. Latem 2010 klub anulował kontrakt z piłkarzem. 29 września 2010 jako wolny agent został piłkarzem Worskły Połtawa. Po zakończeniu rundy jesiennej sezonu 2010/11 postanowił zakończyć karierę piłkarską.

## Kariera reprezentacyjna
21 marca 2002 roku debiutował w narodowej reprezentacji Ukrainy w przegranym 0:1 meczu towarzyskim z Japonią. Łącznie rozegrał 8 gier reprezentacyjnych.

## Kariera trenerska
Od 2009 pełni funkcję trenera selekcjonera Metalista Charków.

## Sukcesy i odznaczenia

### Sukcesy klubowe
- brązowy medalista Mistrzostw Ukrainy: 2004, 2007, 2008, 2009, 2010
- finalista Pucharu Ukrainy: 2004

### Sukcesy indywidualne
- wybrany do listy 33 najlepszych piłkarzy roku na Ukrainie: 2007 (nr 2)
- najlepszy piłkarz roku na Ukrainie według czasopisma "Komanda": 2004[6]

### Odznaczenia
- tytuł Mistrza Sportu Klasy Międzynarodowej: 2005[7]
- Medal "Za pracę i zwycięstwo": 2006[8]